# 莎赫莉尼
莎赫莉尼（印尼语：Syahrini，1982年8月1日—），原名莉尼·法蒂玛·杰拉尼（印尼语：Rini Fatimah Jaelani），是印尼穆斯林歌手和女演员。她是博格尔人。